# 漳河站
漳河站是位于湖北荆门市东宝区漳河镇的一个铁路车站，邮政编码434556。车站建于1970年，有焦柳铁路经过该站，现仅办理货运业务，不办理客运业务。车站距离月山站641公里，隶属武汉铁路局，是四等站，本站及相邻上下行区间均为电气化区段。
1. 1 2  中国铁路武汉局集团有限公司年鉴编纂委员会 (编). . 武汉. 2021 （中文（中国大陆））.